# Kalifornienstormsvala
Kalifornienstormsvala (Hydrobates homochroa) är en fågel i familjen stormsvalor inom ordningen stormfåglar som enbart förekommer i sydvästligaste USA och nordvästra Mexiko.

## Utseende
Kalifornienstormsvala är en 20 centimeter lång helmörk stormsvala som är rätt svår att artbestämma. En viktig karaktär är det blekare bandet på undersidan av vingen liksom de blekkantade övre stjärttäckarna. Den är mycket lik svart stormsvala (H. melania) men är blekare, mindre och med relativt längre stjärt som vrids uppåt i flykten.

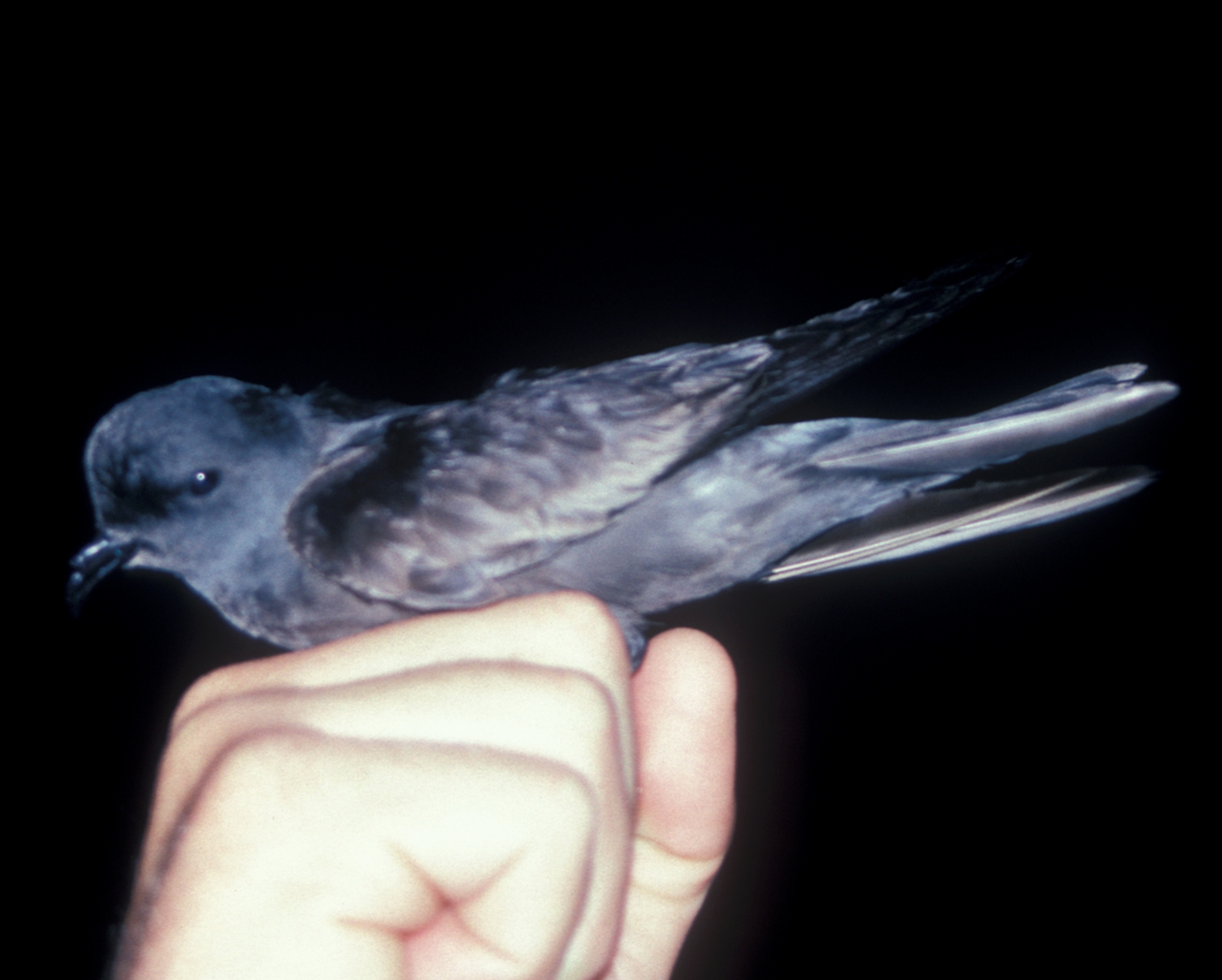
Kalifornienstormsvala infångad vid Santa Cruz Island
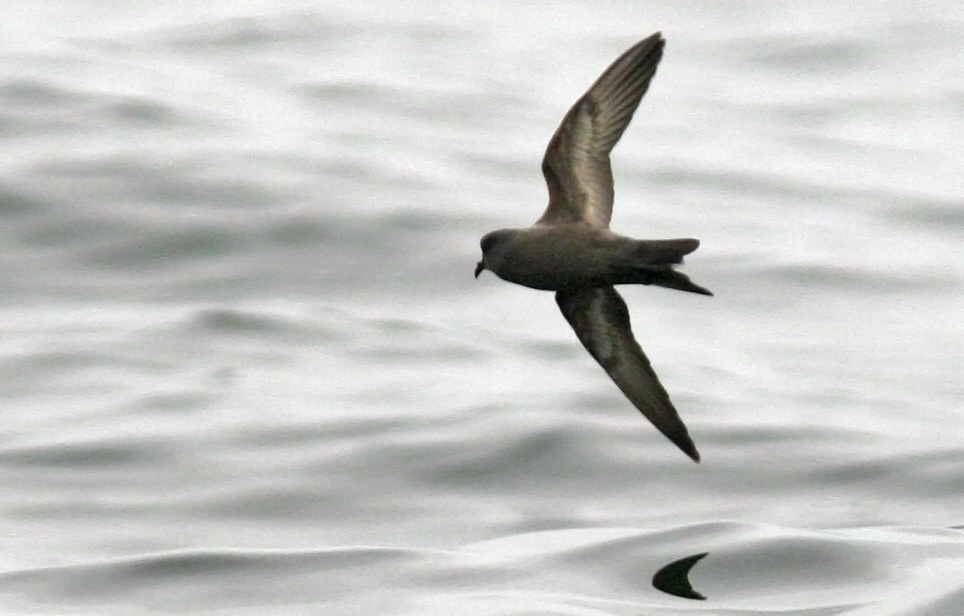
Kalifornienstormsvala i flykten

## Utbredning och systematik
Fågeln häckar på mindre öar utanför Kaliforniens och nordvästra Mexikos (Baja California) kustlinje, nordligast utanför Mendocino County i Kalifornien (39° N) och sydligast vid Los Coronados Islands utanför norra Baja California (32° N). Den tros också häcka vid en fastlandslokal i Kalifornien. Den absoluta merparten av världspopulationen häckar i Channel Islands och Southeast Farallon Islands.

### Släktestillhörighet
Tidigare placerades arten i släktet Oceanodroma. DNA-studier visar dock att stormsvalan (Hydrobates pelagicus) är inbäddad i det släktet. Numera inkluderas därför arterna Oceanodroma i Hydrobates, som har prioritet.

## Levnadssätt
Fågeln häckar i kolonier på utliggande öar, i klippskrevor och bohålor. Häckningssäsongen varierar mellan lokaler och individer. Vid Southeast Farallon Island besöker arten kolonin året runt men häckar mestadels mellan februari och oktober, medan den vid Santa Cruz Island häckar mellan mars och december. Fågeln lever av planktonkräftdjur och småfisk som den under häckningssäsongen fångar nästan enbart över kontinentalsockeln, med ansamlingar i samband med när sardiner och ansjovis går till.

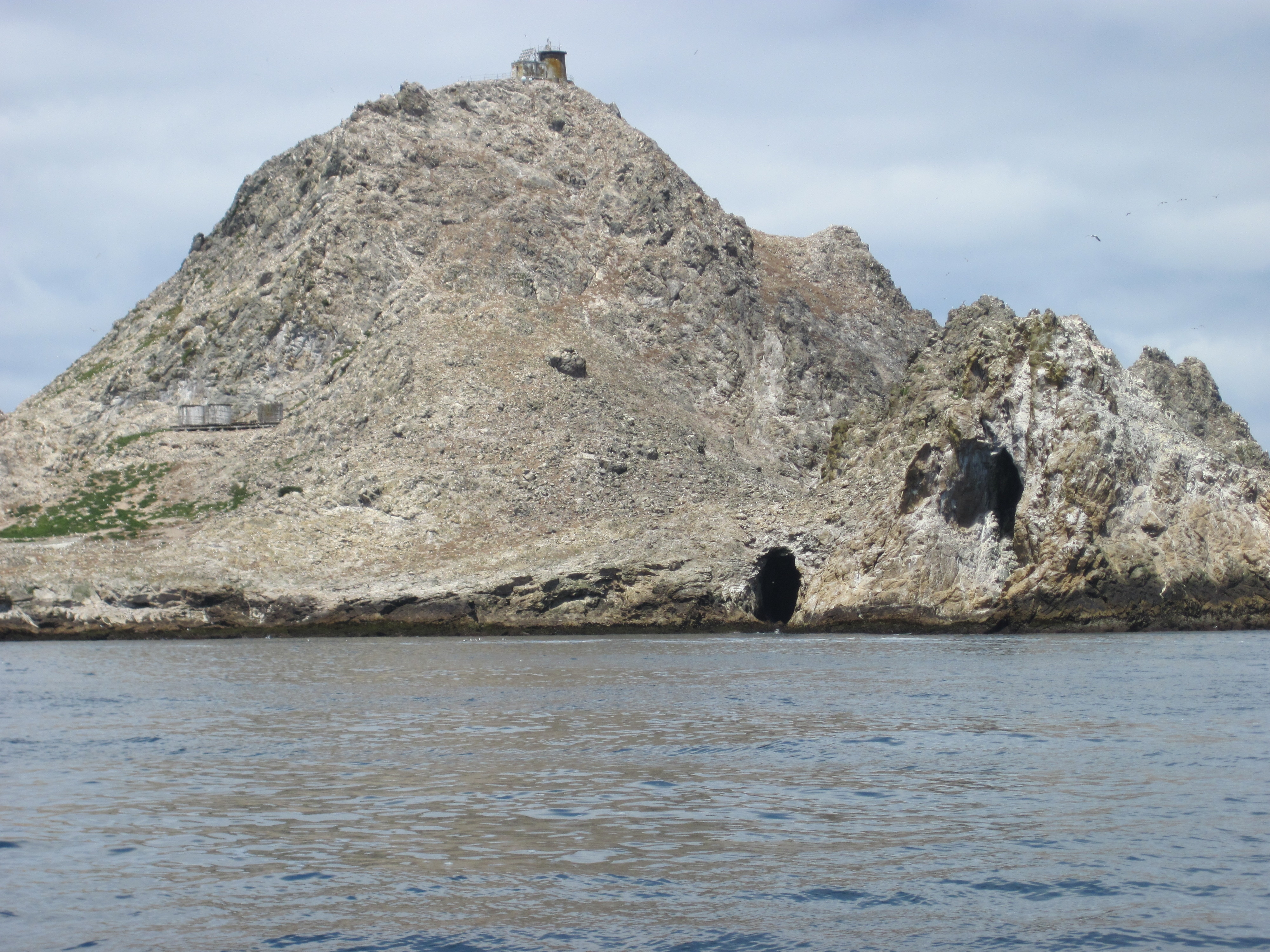
Southeast Farallon Islands där en av artens starkaste fästen finns.
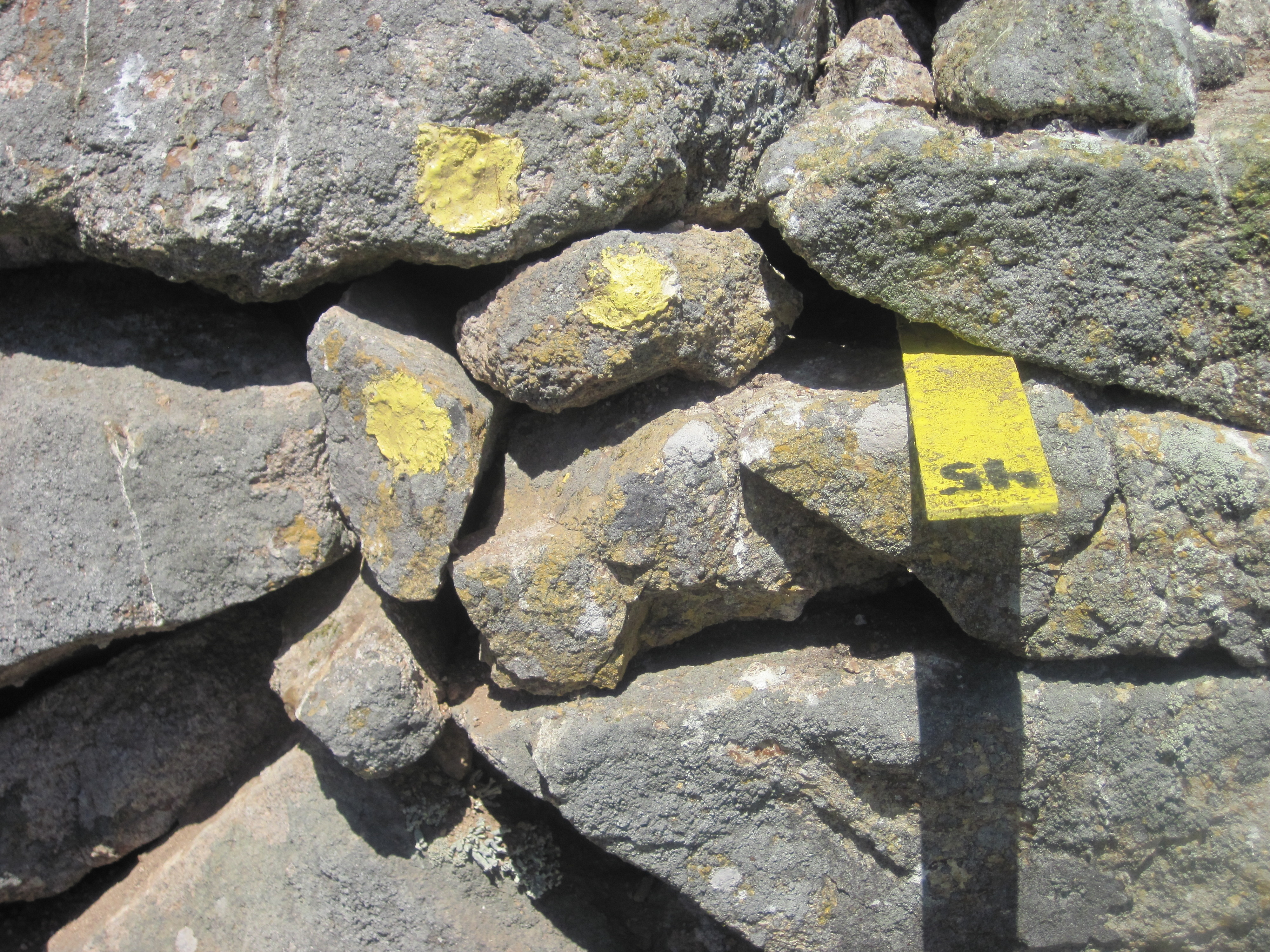
Bohåla på Southeast Farallon Islands

## Status och hot
Kalifornienstormsvala har en världspopulation på endast 5 200–10 000 individer. Studier visar också att den minskar relativt kraftigt i antal, vid South Farallon Islands med så mycket som 42 % mellan 1972 och 1992. Man tror att miljöförstöring, ökad predation av ägg och ungar samt på sistone högre vattentemperaturer kan vara faktorer bakom.